# Hippotion joiceyi
Hippotion joiceyi là một loài bướm đêm thuộc họ Sphingidae, chi Hippotion.